# Sporadanthus ferrugineus
Sporadanthus ferrugineus är en gräsväxtart som beskrevs av De Lange, Heenan och B.D.Clarkson. Sporadanthus ferrugineus ingår i släktet Sporadanthus och familjen Restionaceae. Inga underarter finns listade i Catalogue of Life.